# 金宝屯镇
金宝屯镇，是中华人民共和国内蒙古自治区通辽市科尔沁左翼后旗下辖的一个乡镇级行政单位。

## 行政区划
金宝屯镇下辖以下地区：
第一社区、第二社区、第三社区、第四社区、第五社区、金宝屯村、毛家村、两家子村、白沙坑村、铁建村、套布海村、嘎布拉村、嘎查庙嘎查、查干吉嘎查、布敦哈日根嘎查、古力古台嘎查、乌布希日嘎嘎查、吉如海嘎查、达音浩沁嘎查、斯布奎嘎查和车力村。